# Montana (region)
För andra betydelser, se Montana (olika betydelser).
Montana är en region (oblast) belägen i nordvästra Bulgarien som gränsar till Rumänien och Serbien. Oblastens huvudstad är Montana. Regionen har en yta på 3 635,5 km² och en befolkning på 132 214 invånare.
Kommuner i regionen är Berkovitsa, Bojtjinovtsi, Brusartsi, Georgi-Damjanovo, Jakimovo, Lom, Medkovets, Montana, Tjiprovtsi, Văltjedrăm och Vărsjets.